# Provincia Prato
Prato este o provincie în regiunea Toscana în Italia.